# Nowoszyce (majątek)
Nowoszyce (biał. Навашычы, ros. Новашичи, w niektórych źródłach: Nowoczczyce) – były majątek rodziny Giedroyciów, a później Ordów na Białorusi, w rejonie janowskim obwodu brzeskiego, około 1,5 km na północ od Nowołuczek.

## Historia
Przed rozbiorami tereny, gdzie znajdował się majątek, leżały w województwie brzeskolitewskim Rzeczypospolitej. Po III rozbiorze Polski znalazły się na terenie powiatu kobryńskiego, należącego do guberni słonimskiej (1796), litewskiej (1797–1801), a później grodzieńskiej (1801–1915) Imperium Rosyjskiego. Po ustabilizowaniu się granicy polsko-radzieckiej w 1921 roku Nowoszyce wróciły do Polski, były w gminie Drużyłowicze powiatu drohickiego województwa poleskiego (od 1928 roku należały do gminy Janów), od 1945 roku – w ZSRR, od 1991 roku – na terenie Republiki Białorusi.
Co najmniej od XVIII wieku dobra te należały do rodziny książąt Giedroyciów. Genowefa Giedroyciówna, wychodząc za Dominika Ordę, wniosła na przełomie XVIII i XIX wieku ten majątek w posagu do rodziny Ordów herbu Ostoja. Kolejnym dziedzicem był ich syn Wiktor, a po nim – jego syn Witold Orda (1828–1895), po nim jego syn Karol Orda (1871–1914) i ostatni właściciel, syn Karola, Witold Orda (1901–1945).

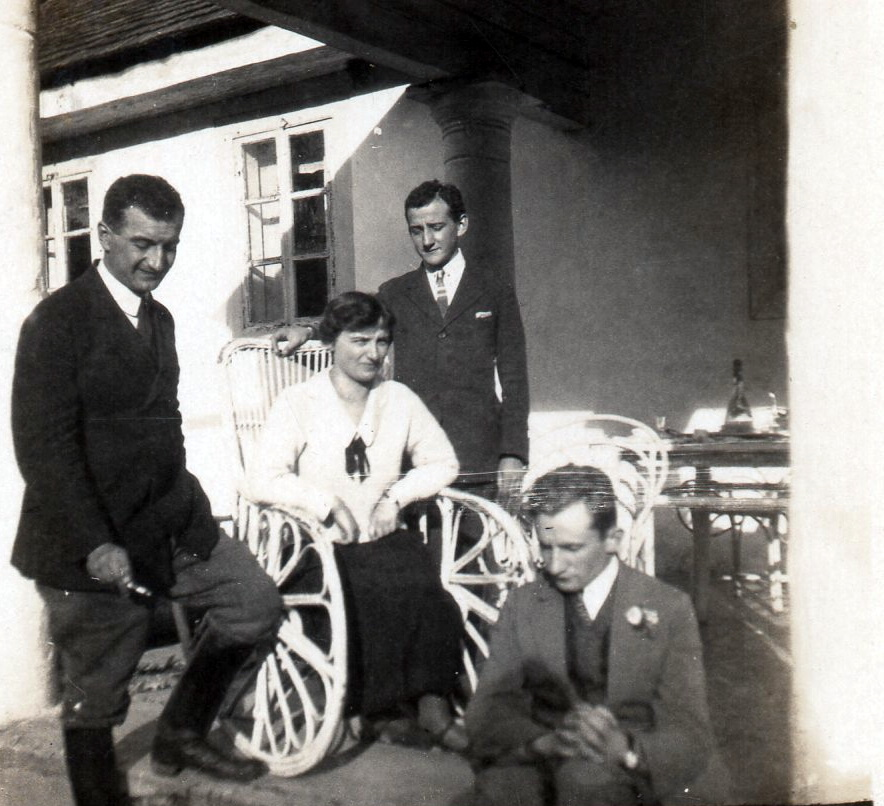
Na ganku dworu rodzina Ordów, przypuszczalnie Maria Ordzina (1879–1941) oraz jej synowie: Witold Orda (1901–1944), Tadeusz Orda (1903–?) i Jerzy Orda (1905–1972). Zdjęcie zrobione przez Janinę Rutkowską ich znajomą, która pracowała w ARA w Pińsku w 1921 roku. Zdjęcie z jesieni 1925 roku

Rezydencją Giedroyciów był stary, XVIII-wieczny, parterowy, drewniany dwór, uwieczniony na rysunku Napoleona Ordy. W połowie XIX wieku Witold Orda postanowił wybudować nowy, obszerny dwór w innym miejscu. Tymczasowo zamieszkał w oficynie, w której jego rodzina i potomni mieszkali do II wojny światowej, a nowy dwór nigdy nie powstał. Oficyna stała się nowym dworem, był to prostokątny, parterowy budynek z dwoma symetrycznie rozmieszczonymi, identycznymi gankami, w każdym dwie pary masywnych kolumn dźwigały trójkątny szczyt. Układ pomieszczeń był dwutraktowy, amfiladowy. Od strony ogrodu w elewacji dominowała obszerna weranda o czterech szeroko rozstawionych kolumnach.
Na ścianach wisiały obrazy, m.in. 3 płótna Walentego Wańkowicza, dzieła Stanisława Bohusz-Siestrzeńcewicza, Jana Chrzciciela Lampiego (młodszego), Tadeusza Ajdukiewicza i Michała Czepity.
Większość wyposażenia domu została zniszczona w czasie I wojny światowej, która dosłownie przetoczyła się przez dom Ordów: okopy wykopano w ogrodzie. Z pożogi wojennej uratowano parę obrazów i odrestaurowano kilka cenniejszych mebli.
Ogród składał się z dwóch części: starszej, nieużywanej, gdzie stał stary dwór Giedroyciów, i nowszej, w okolicach nowego dworu. Przed obydwoma gankami rozciągał się rozległy gazon, obsadzony lipami i kasztanami. Ogród od tylnej strony budynku miał otwarty charakter i prowadził do sadu owocowego i pomieszczeń gospodarczych.
W 1924 roku zmarł tu profesor Stanisław Smolka, ożeniony z Wandą Marią, siostrą Karola Ordy.
Na początku lat 30. XX wieku kilkunastoletni Roman Aftanazy został zaproszony na wakacje do tego majątku należącego wtedy do Marii ze Smolków Ordziny (z tej rodziny pochodził Napoleon Orda), wnuczki znanego działacza galicyjskiego Franciszka i córki historyka, prof. Stanisława Smolki. Trafił tam dzięki zaproszeniu ze strony Jadwigi Smolkówny, siostry Marii Ordziny, która będąc w sanatorium w Morszynie-Zdroju, poznała matkę Romana Aftanazego i zapytała ją, czy jej syn chciałby zobaczyć prawdziwy dwór polski, opisywany m.in. w książkach Marii Rodziewiczówny i Józefa Weyssenhoffa. Tradycyjny dwór w Nowoszycach zafascynował Aftanazego i jeszcze jako uczeń gimnazjum zaczął się interesować również sąsiednimi dworami, ich architekturą i zbiorami. Jeszcze przed wybuchem II wojny światowej opublikował kilkanaście artykułów o polskich dworach na Kresach w popularnych pismach takich jak: „Ilustrowany Kurier Codzienny”, „Światowid”, „As”.
Dwór został obrabowany we wrześniu 1939 roku, a wszystkie zabudowania zostały spalone w 1943 roku przez partyzantów radzieckich. 
W miejscu dworu dziś znajduje się zdziczały park dworski (biał. Прысядзібны парк пры былой сядзібе Ордаў). Można tam pod liśćmi znaleźć resztki fundamentów budynków.
Majątek Nowoszyce jest opisany w 2. tomie Dziejów rezydencji na dawnych kresach Rzeczypospolitej Romana Aftanazego.